# تاليوان (المنصورة)
تاليوان هي إحدى مشيخات المملكة المغربية، تتبع جغرافيا لإقليم شفشاون وإداريًا لالمنصورة. يقدر عدد سكانها بـ 2851 نسمة حسب الإحصاء الرسمي للسكان والسكنى لسنة 2004.